# Miguel Mucio
Miguel Mucio (também conhecido pelo seu nome catalão Muç Miquel (Barcelona, 3 de dezembro de 1902 - Lübtheen, 27 de maio de 1945) foi um ciclista espanhol que correu durante a década dos 20 do século XX.
Em seu palmarés destacam duas edições da Volta à Catalunha, a de 1924 e 1925, sendo o primeiro ciclista que conseguia duas vitórias da Volta, e o Campeonato da Espanha de Ciclismo em Estrada de 1927.

## Palmarés
- 1923
  - 3.º no Campeonato da Espanha em estrada

- 1924
  - Volta à Catalunha , mais 2 etapas.

- 1925
  - Volta à Catalunha , mais 1 etapa.

- 1927
  - Campeonato da Espanha em estrada  
  - Volta às Astúrias, mais 1 etapa.

- 1928
  - Clássica de Ordizia